# Stazione di Barbiano
La stazione di Barbiano è una fermata ferroviaria a servizio dell'omonima frazione del Comune di Cotignola, situata sulla ferrovia Castelbolognese-Ravenna.
La gestione dell'impianto è affidata a Rete Ferroviaria Italiana (RFI) controllata del Gruppo Ferrovie dello Stato; è classificata nella categoria ‘'Bronze'’.

## Storia
La fermata di Barbiano venne attivata nel 1948.

## Strutture e impianti
La struttura della fermata è molto semplice.
Non è presente il fabbricato viaggiatori, il fabbricato in corrispondenza della fermata è il casello ferroviario dell'adiacente passaggio a livello, adibito a abitazione privata.
La banchina a servizio dell'unico binario di corsa è dotata di pensilina e panchina a servizio dei viaggiatori in attesa.

## Movimento
La stazione è servita da treni regionali svolti da Trenitalia Tper nell'ambito del contratto di servizio stipulato con la regione Emilia-Romagna.
Nonostante i treni passeggeri transitanti giornalmente dalla stazione siano più di 30, solamente 6 treni regionali fermano a Barbiano. Le loro destinazioni sono Castel Bolognese, Ravenna e Bologna Centrale e Rimini.
I viaggiatori in partenza da Barbiano possono acquistare il biglietto direttamente a bordo del treno, senza alcun sovrapprezzo, rivolgendosi al capotreno; ciò è dovuto al fatto che in tale località non è presente né biglietteria (presenziata o self-service) né punti vendita esterni.
La fermata è impresenziata; la circolazione dei treni è regolata dal Dirigente Centrale Operativo "DCO Romagna" con sede a Bologna Centrale.
A novembre 2019, la stazione risultava frequentata da un traffico giornaliero medio di circa 14 persone (13 saliti + 1 disceso).

## Servizi
La stazione è classificata da RFI nella categoria bronze.